# مرورگر همراه
مرورگر همراه ( همچنین به نام ریز مروگر یا مروگر مینی ) نام گونه‌ای از مرورگرها که برای تجهیزات قابل حمل مانند تلفن‌های همراه و پی‌دی‌ای‌ها طراحی می‌شود، می‌باشد.این نوع مرورگرها برای کار بر روی ال‌سی‌دی‌های کوچک بهینه شده‌است. همچنین این گونه از مرورگرها باید از نظر نرم‌افزاری بتواند با حداقل حافظه و پهنای باند حداکثر کارایی را داشته باشند.

## فناوری
مرورگر همراه اغلب به وسیله شبکه تلفن همراه و نوعاً توسط شبکه‌های بی‌سیم به اینترنت وصل می‌شود و از اچ‌تی‌تی‌پی در بستر مجموعه پروتکل اینترنت برای نمایش صفحات وب استفاده می‌کند.

## بعضی از مرورگرهای همراه
- گوگل اندروید محصول شرکت گوگل
- بلیزر محصول شرکت پالم
- اینترنت اکسپلورر محصول شرکت مایکروسافت
- اپرا مینی محصول شرکت اپرا
- اپرا موبایل محصول شرکت اپرا
- فایرفاکس محصول شرکت موزیلا
- مرورگر دلفین مینی محصول شرکت دلفین براوزر
- مرورگر دلفین محصول شرکت دلفین براوزر
- مرورگر یوسی محصول شرکت یوسی موبایل
- مرورگر کیو کیو محصول شرکت تانسنت
- (مرورگر وب) اسکای فایر محصول شرکت اسکای فایر
- مرورگر بولت محصول شرکت بیت استریم
- سافاری محصول شرکت اپل